# Eberhard Ponndorf

Eberhard Ponndorf

Eberhard Ponndorf (* 5. August 1897 in Weimar; † 15. Februar 1980 in Hamburg) war ein deutscher Politiker (NSDAP).

## Leben und Wirken
Ponndorf wurde als Sohn des Sanitätsrates Dr. W. Ponndorf geboren. In seiner Jugend besuchte er das Wilhelm-Ernst-Gymnasium in Weimar, das er mit dem Reifezeugnis verließ. Als Siebzehnjähriger zog er als Fahnenjunker in den Ersten Weltkrieg, in dem er bis zum Offizier befördert wurde. Nach dem Krieg schloss er sich dem Freikorps Märcker an, mit dem er kommunistische Aufstände in Halle, Leipzig und Braunschweig sowie in Oberschlesien niederschlug.
Den Eintritt in die Reichswehr lehnte Ponndorf eigenen Angaben zufolge ab. Stattdessen arbeitete er kurzzeitig als Volontär in einer Fabrik in Weimar, um im März 1920 aktiv am Kapp-Putsch teilzunehmen. Das Scheitern des Putsches veranlasste ihn, seine Heimat zu verlassen. Ponndorf ließ sich als Kaufmann in Hamburg ausbilden und war anschließend einige Jahre lang im In- und Ausland tätig. 1926 kehrte er nach Deutschland zurück, wo er die Generalvertretung eines englischen chemischen Konzerns für Deutschland übernahm.
Zum 1. Juni 1931 trat Ponndorf in die NSDAP (Mitgliedsnummer 554.578) und im selben Jahr in die SA ein. Im Herbst 1931 wurde er vom Führer der Thüringischen SA Gustav Zunkel mit der Bildung der Motor-SA in Thüringen beauftragt. Bis zum Oktober 1936 war er mit der Führung der NSKK-Motorbrigade Thüringen betraut, in der die Motor-SA auf Befehl Hitlers mit dem ehemaligen NSKK zusammengeschlossen wurde. Anschließend wurde er Führer der NSKK-Motorgruppe Ostland, die sich über den Gau Ostpreußen und Danzig erstreckt. Ab Ende 1938 gehörte Ponndorf dem NSKK nicht mehr an.
Vom 29. März 1936 bis zum Ende des NS-Regimes im Frühjahr 1945 saß Ponndorf außerdem als Abgeordneter ab März 1936 für den Wahlkreis 12 (Thüringen) und ab April 1938 für den Wahlkreis 1 (Ostpreußen) im nationalsozialistischen Reichstag.